# Veit Wagner
Veit Wagner, né vers 1470 à Haguenau, est un sculpteur sur bois et sur pierre alsacien installé  à Strasbourg. Artiste très apprécié, il réalisé de nombreux ouvrages dans sa région natale, dont la plupart ont été détruits ou endommagés durant la Réforme protestante au XVIe siècle, ou durant la Révolution française de 1789. Au XXIe siècle, il en subsiste quelques uns parmi les plus importants, comme : le retable du Jugement dernier  de l’église Saint-Georges de Haguenau , le retable de Bergheim conservé au Musée Unterlinden  de Colmar (attribution) ; les scènes de la vie de saint Pierre de Église Saint-Pierre-le-Vieux de Strasbourg ou encore le Le Mont des Oliviers (cathédrale de Strasbourg). Il meurt à Strasbourg vers 1516.

## Biographie
Veit Wagner est le fils de Heintz (Heinrich) Wagner, menuisier, lequel s’est installé dans cette ville en 1464 ou 1465. Le nom de sa mère est inconnu. Veit (dans certains documents  il est aussi mentionné par le prénom « Vito » ou « Vitus », ou encore « Vite » ) achète le droit de bourgeoisie le 15 janvier 1495 à Strasbourg, où il ouvre un atelier de sculpture dans la Grand’Rue et devient membre de la corporation « ZurStelzen » en 1500.
Son œuvre  est abondante. Il reçoit de nombreuses commandes des dignitaires du clergé catholique. Mais durant la réforme protestante , nombre de ses sculptures sont détruites ou gravement détériorées, comme celles de  l’Église Saint-Pierre-le-Vieux de Strasbourg, par le premier pasteur luthérien de la ville, nommé en 1524, Theobald Schwarz (de) dit Nigrinus (1485-1561),. D’autres subiront le même sort durant la Révolution française de 1789, comme le Mont-des-Oliviers de l’église Saint-Georges de Haguenau, commandé en bois mais finalement réalisé en pierre en 1504. Les registres font aussi état de deux crucifix en bois, dont l’on ne trouve plus trace aujourd’hui, destinés aux églises Saint-Nicolas et Saint Georges de Haguenau.
Parmi les œuvres qui sont parvenues jusqu’à nous, il y a : le maître-autel de l’église de Saint-Pierre-le-Vieux à Strasbourg dont les quatre grands reliefs, actuellement  placés sous l’orgue, ont survécu au zèle destructeur du pasteur Nigrinus dont il vient d'être question; le Saint-Sépulcre de l’église paroissiale d’Obernai (initialement  installé à la Kapellkirche de cette ville) ; le  retable de Bergheim conservé au Musée Unterlinden de Colmar ; le Double buste d'évêques au Musée des Beaux-Arts de Mulhouse; la tête du Christ couronné d’épines conservé  à la Bibliothèque Humaniste de Sélestat. Les registres mentionnent aussi un retable consacré  à la Vierge Marie, réalisé pour la chapelle de l’hôpital de Baden-Baden où il a été transporté par bateau.
Cette énumération est loin d’être exhaustive. Le nombre de commandes  figurant dans les registres et les archives consultables, laissent supposer que Veit Wagner ne travaillait pas seul, mais qu’il dirigeait un important atelier.

### Vie privée et mort
On ignore tout de sa vie privée. Il meurt  à Strasbourg vers 1516, âgé de 45 ans environ.

## Maître sculpteur
Le nombre importants des commandes reçues témoigne du fait que Veit Wagner était très apprécié et recherché. Il est présenté comme étant un artiste habile : 

« Doué du don de concevoir et de combiner sous une forme successive et scénique les sujets de son travail, cet artiste était d’une prodigieuse adresse. »

Comme les autres maîtres de son époque, il aimait sculpter le bois de tilleul, facile  à travailler, résistant , alors abondant dans les forêts alsaciennes.

## Œuvres
Quelques-unes des œuvres mentionnées ci-dessus, comptant parmi les plus connues, classées par ordre chronologique de réalisation.
- Strasbourg :
  - Le Mont des Oliviers (cathédrale de Strasbourg) :  situé au transept Nord, sculpté en 1498, et la chaire, réalisée en collaboration avec Hans Hammer et Nicolas de Haguenau.
  -  Église Saint-Pierre-le-Vieux :  scènes de la vie de St-Pierre, quatre panneaux gravés sur bois de tilleul, provenant du retable du chœur du XVe siècle[7].
- Église Saint-Georges de Haguenau:  le buffet d'orgue en 1492 et la chaire de l'église représentant Saint Georges tuant un dragon  et le retable du Jugement dernier.
- Musée des Beaux-Arts de Mulhouse : le Double buste d'évêques (saint Égide et saint Benoît, évêques de Strasbourg, deux têtes en bois, réalisée en 1500[8].
- Église Saints-Pierre-et-Paul d'Obernai: le Saint Sépulcre daté de 1504. Prévu pour les cérémonies de la Semaine Sainte il se compose d’un autel et de son retable, dont les parties sont superposées sur trois niveaux[1].
- Musée Unterlinden de Colmar: le retable de Bergheim, sur bois de tilleul ,entre 1515 et 1517, qui reprend l' l'Annonciation, l'Adoration des bergers et Saint Georges terrassant le dragon (attribué à V. Wagner)[9].

## Galerie

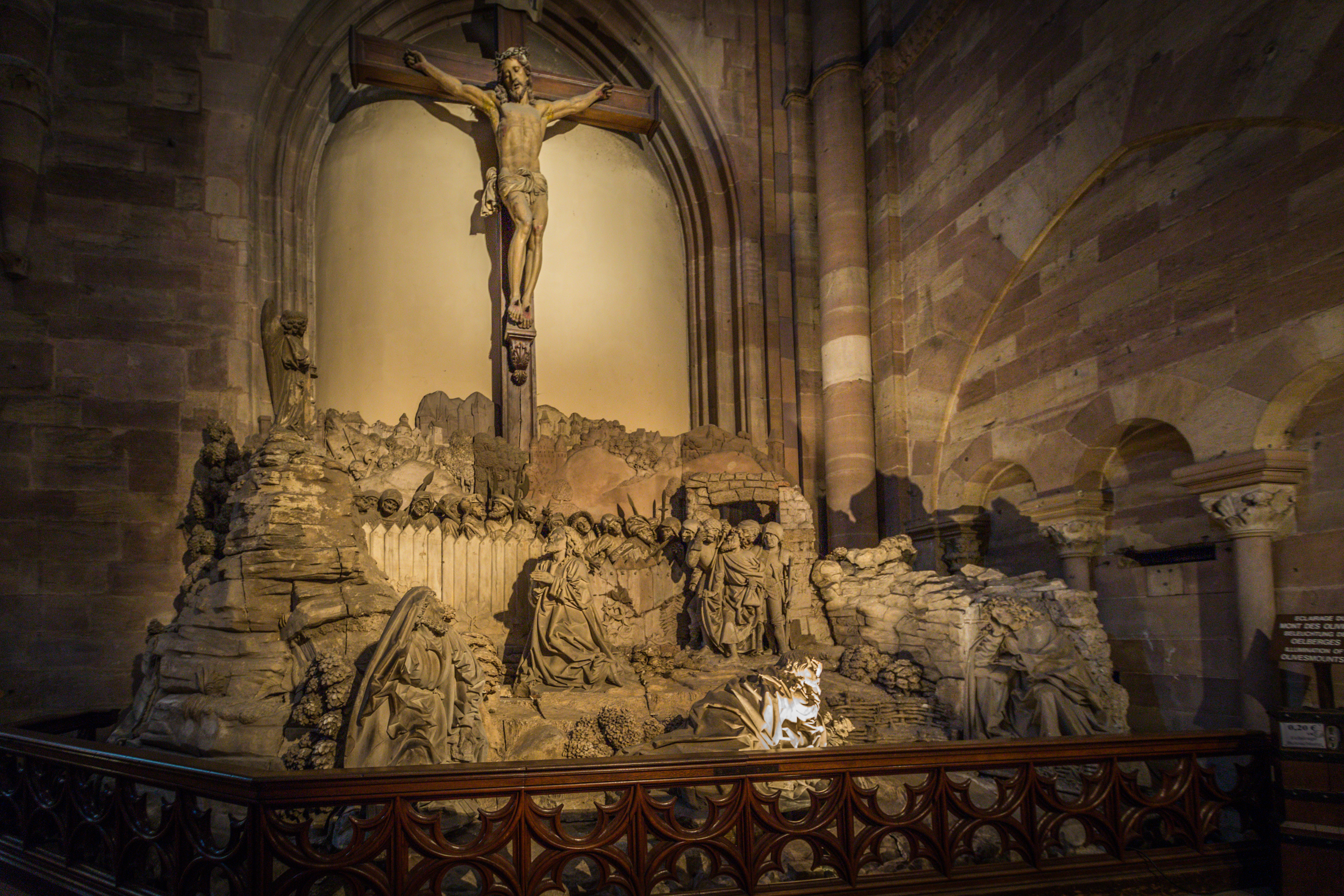
Le Mont des oliviers, situé au transept nord, 1498, Cathédrale de Strasbourg
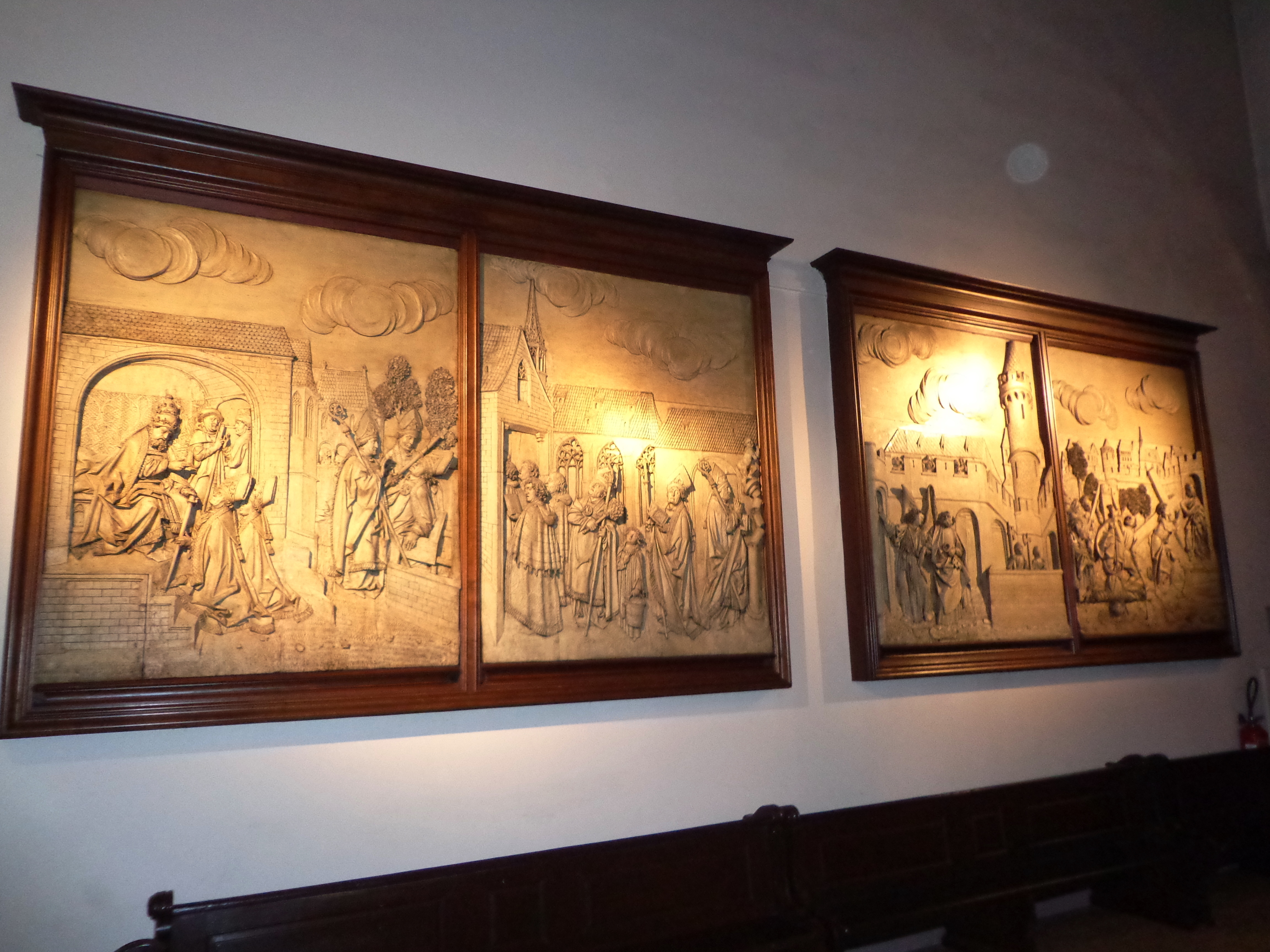
Scènes de la vie de Saint Pierre, quatre panneaux,  XVe siècle , Église Saint-Pierre-le-Vieux de Strasbourg.
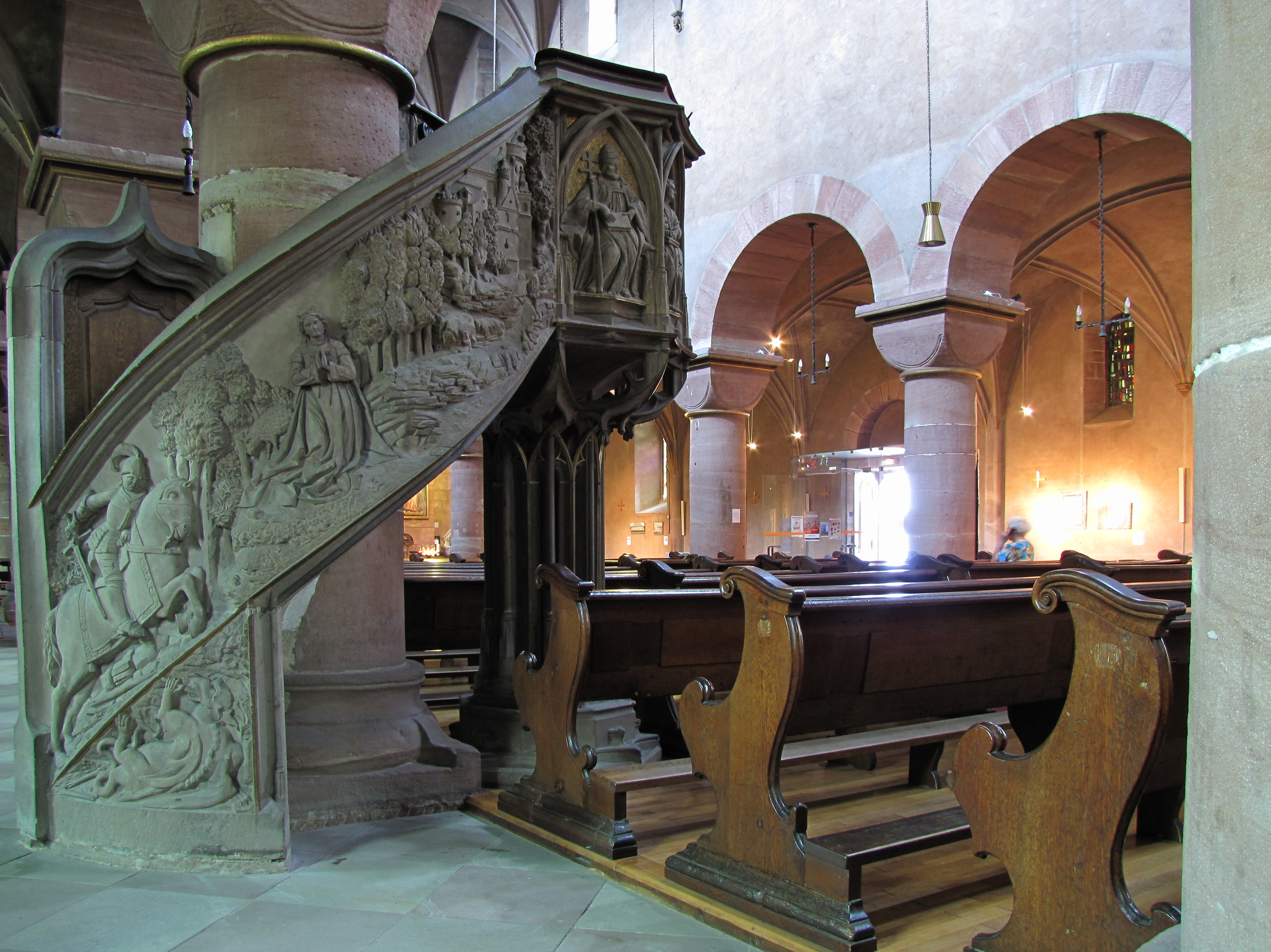
La chaire avec un relief de Saint Georges, 1500, Église Saint-Georges de Haguenau.
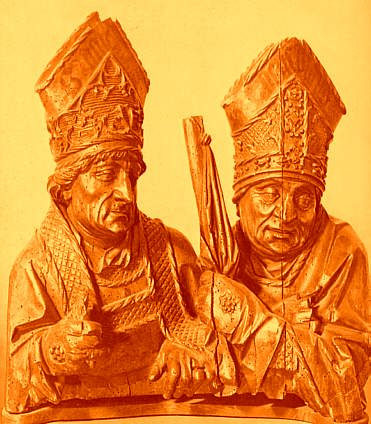
Double buste d'évêques, 1500, Musée des Beaux-Arts de Mulhouse
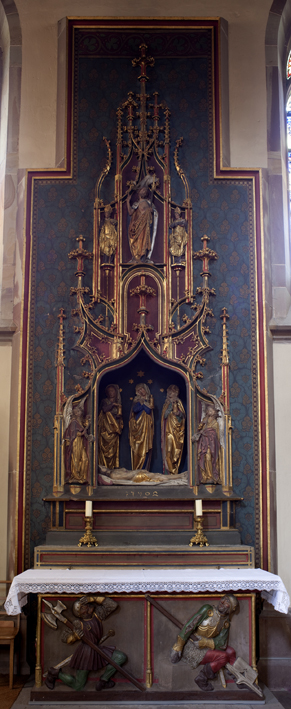
Le Saint Sépulcre, vue de face, 1504,  Église Saints-Pierre-et-Paul d'Obernai.
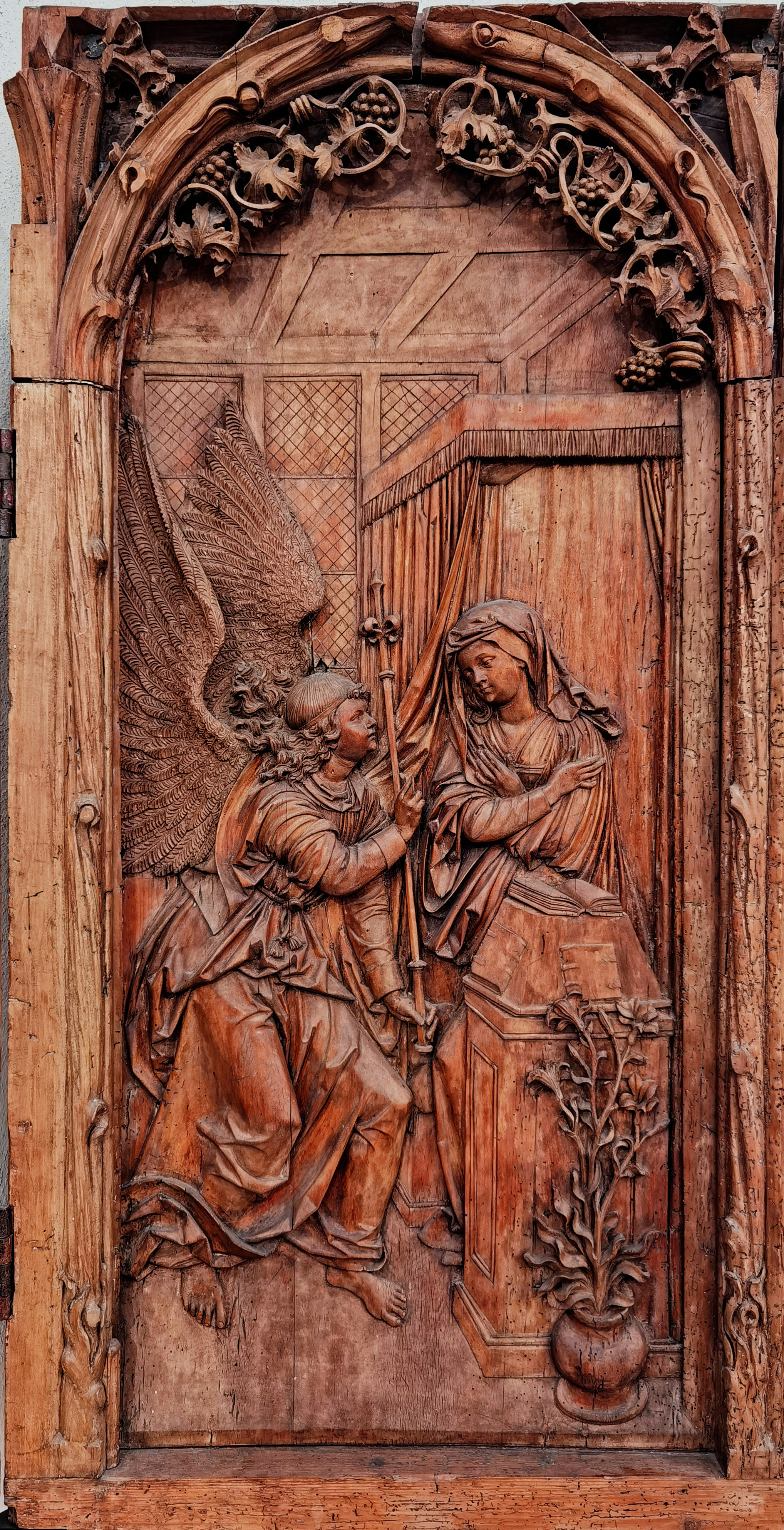
L’Annonciation, un des panneaux  du retable, attribué à V. Wagner, 1515-1517, Musée Unterlinden , Colmar.